# Jaime Pizarro
Jaime Augusto Pizarro Herrera (* 2. März 1964 in Santiago de Chile) ist ein ehemaliger chilenischer Fußballspieler und aktueller Politiker. Seit 2023 ist er Sportminister im Kabinett von Präsident Gabriel Boric.
Größter sportlicher Erfolg des Spielers, der auch Kaiser in Anlehnung an Franz Beckenbauer genannt wird, war der Gewinn der Copa Libertadores 1991 mit dem CSD Colo-Colo, den der Mittelfeldspieler als Kapitän auf das Feld führte. Er spielte 53-mal für die Nationalmannschaft Chiles, für die er vier Tore erzielte.

## Karriere

### Verein
Jaime Pizarro machte seine ersten Schritte als Fußballspieler auf den Feldern der Schule San Pedro Nolasco in Vitacura. Er wurde von dem ehemaligen Colo-Colo-Spieler Bernardo Bello entdeckt, der ihn zu den Caciques brachte. Im März 1982 gab er sein Freundschaftsspieldebüt für Colo-Colo und im Jahr 1983 absolvierte er sein erstes Ligaspiel in der Primera División. Er entwickelte sich zu einem modernen und kompletten defensiven Mittelfeldspieler, der Bälle effizient eroberte und dynamisch Angriffe einleitete. Durch seine intelligente Spielweise erhielt er schon in seinen Anfangsjahren den Spitznamen Kaiser.
Mit Colo-Colo gewann er schon 1983 die erste Meisterschaft. Weitere fünf Meisterschaften folgten bis zu seinem Abschied 1993, wo es ihn nach Argentinien zu den Argentinos Juniors zog. Sein größter Erfolg war allerdings der Gewinn der Copa Libertadores 1991. Im Finale konnte sich Colo-Colo mit ihm als Mannschaftskapitän gegen den paraguayischen Klub und Titelverteidiger Club Olimpia nach Hin- und Rückspiel durchsetzen. 
1994 spielte Pizarro für Barcelona SC in Ecuador und im Jahr darauf beim mexikanischen Verein UANL Tigres. 1996 kehrte Pizarro nach Chile zurück und spielte ein Jahr für CD Palestino. Seine letzten Karrierejahre verbrachte Pizarro bei CD Universidad Católica, mit denen er die Apertura 1997 gewann. 1999 beendete Pizarro seine erfolgreiche Spielerlaufbahn.

### Nationalmannschaftskarriere
Für die chilenische Nationalmannschaft spielte Jaime Pizarro erstmals am 7. Mai 1986 beim Freundschaftsspiel gegen Brasilien. Zur Copa América 1987 wurde er nominiert und spielte alle vier Partien über die volle Spielzeit. Chile erreichte nach Siegen über Brasilien, Venezuela und Kolumbien das Finale gegen Uruguay, das das Team von Pizarro mit 0:1 verlor und somit Zweiter wurde. 
Das erste Länderspieltor erzielte der Kaiser am 19. Juni 1989 im Freundschaftsspiel gegen Uruguay, in dem er beim 2:2 per Elfmeter für die zwischenzeitliche 2:1-Führung sorgte. Bei der Copa América 1989 verlor Pizarro mit Chile die Auftaktspiele gegen Argentinien und Uruguay. Nach den beiden Siegen über Bolivien und Ecuador war Chile punktgleich mit dem Tabellenzweiten Uruguay, schied aber aufgrund der schlechteren Tordifferenz aus. Beim 5:0-Sieg über Bolivien erzielte Pizarro seinen einzigen Pflichtspieltreffer für sein Land. Für die Fußball-Weltmeisterschaft 1990 konnte sich Chile nicht qualifizieren, nachdem es in der Qualifikation an Brasilien scheiterte. Die 0:2-Niederlage im Maracanã führte zu einem der größten Skandale im südamerikanischen Fußball. Pizarro stand bis zum Abbruch der Partie auf dem Feld.
Bei der Copa América 1991 im eigenen Land kam Chile nach drei Siegen aus vier Spielen als Gruppenzweiter in die Finalrunde, wo das Team hinter Argentinien und Brasilien Turnierdritter wurde. Sein letztes Turnier absolvierte der Kaiser mit der Copa América 1993. Trotz eines 3:2-Sieges über Brasilien schied Chile als Gruppenletzter in der Vorrunde aus. Die 0:1-Niederlage am 24. Juni 1993 gegen Peru war zugleich das letzte Länderspiel des Mittelfeldstrategen. Er kommt insgesamt auf 53 Einsätze und vier Tore für sein Land.

### Trainerkarriere
Nach seinem Karriereende als Spieler kehrte Pizarro 2002 als Trainer zu CSD Colo-Colo zurück, nachdem der Klub im Januar Insolvenz angemeldet hatte und ihm so fast nur Jugendspieler zur Verfügung standen. Überraschend gelang Pizarro mit dem Team der Gewinn der chilenischen Meisterschaft in der Clausura 2002. Nach einer Meisterschaft und zwei Vizemeisterschaften mit Colo-Colo ging er erst zu Audax Italiano und anschließend zu CD Palestino, mit denen er trotz schlechtem Saisonstart den Klassenerhalt in der Primera División feiern konnte. Ab 2007 arbeitete Pizarro in der Regierung von Michelle Bachelet im nationalen Sportinstitut. Zudem schloss er 2017 sein Studium als Sportpädagoge ab. 2021 kehrte Pizarro als Trainer zurück und schloss sich dem AC Barnechea in der Primera B an, konnte den Abstieg des Klubs in die Drittklassigkeit aber nicht mehr verhindern. Daher einigten sich Trainer und Klub im Juli 2021, den Vertrag aufzulösen.

## Erfolge

### Spieler
Colo-Colo
- Chilenischer Meister (6): 1983, 1986, 1989, 1990, 1991, 1993
- Chilenischer Pokalsieger (5): 1982, 1985, 1988, 1989, 1990
- Copa Libertadores (1): 1991
- Copa Interamericana (1): 1992
- Recopa Sudamericana (1): 1992
- Fußballer des Jahres in Chile: 1987, 1988

Universidad Católica
- Chilenischer Meister (1): 1997 Apertura

### Trainer
Colo-Colo
- Chilenischer Meister (1): 2002 Clausura